# Turcifal
Turcifal ist ein Ort und eine Gemeinde im mittleren Portugal.

## Geschichte
Über die Entstehung Turcifals ist wenig bekannt. Sein Ortsname scheint arabischen Ursprungs zu sein, also aus der Zeit zwischen der arabischen Eroberung 711 n. Chr. und der mittelalterlichen Reconquista, die im heutigen Gemeindegebiet um 1147 ihren Abschluss fand.
Im 16. Jahrhundert bestand hier eine eigene Kirchengemeinde. Die heutige manieristisch-barocke Gemeindekirche wurde im 17. Jahrhundert neu errichtet und steht heute unter Denkmalschutz.

## Verwaltung
Turcifal ist Sitz einer gleichnamigen Gemeinde (Freguesia) im Kreis (Concelho) von Torres Vedras im Distrikt Lissabon. In ihr leben 3591 Einwohner (Stand 19. April 2021).
Folgende Ortschaften, Plätze und Landgüter (Quintas) liegen in der Gemeinde:
| - Aldeia da Serra - Almeirinhos de Baixo - Cadriceira - Capa Rosa - Carvalhal - Casal Barbas - Casal Campina - Casal Carrasqueira - Casal da Bica - Casal da Mata - Casal da Rocha - Casal das Portelinhas - Casal de Santo António | - Quinta de São Bento - Casal de São João - Casal do Almargem - Casal do Areeiro - Casal do Chafariz - Casal do Grilo - Casal do Retiro - Casal dos Charcos - Casal dos Pocinhos - Casal El Palomar - Casal Maximino - Casal Monte Godel | - Casal Novo do Retiro - Casal Ranhado - Casal Rosmaninho - Casal Valinhos - Freixofeira - Melroeira - Mugideira - Pombal - Quinta Capa Rosa - Quinta da Chapuceira - Quinta da Estrela - Quinta da Palmeira | - Quinta da Póvoa - Quinta da Tapada - Quinta da Viscondessa - Quinta de Manjapão - Quinta de Ribeiralves - Quinta de Santo António - Quinta do Arneiro - Quinta do Infesto - Rossio da Tapada - Semineira - Serra da Vila - Turcifal |